# Arbre waq-waq
L'arbre waq-waq est un arbre mythique persan, de lointaine origine indienne, dont les branches ou les fruits se transforment en têtes d'hommes, de femmes ou d'animaux monstrueux (selon les versions) qui hurlent "waq-waq" ("glapissement" en persan).

## Mythes
L'arbre waq-waq est un élément familier dans tous les contes et légendes persans, qui prend des formes variables. On le trouve notamment dans le Shâh Nâmâ : c'est lui qui annonce à Iskandar sa mort prochaine, loin de son pays.

## Symbolisme
Ce type de décor est lié au mystère de la régénération et à la vie ; il évoque l'énergie vitale libérée par l'arbre et ses grands pouvoirs divinatoires.

## Représentation
Il est représenté dans l'art depuis au moins le XIIe siècle. Il voit le jour dans certaines miniatures persanes dès le XIVe siècle et le XVe siècle et commence à apparaitre sur des tapis en Inde au XVIe siècle avant de se répandre dans la Perse séfévide.

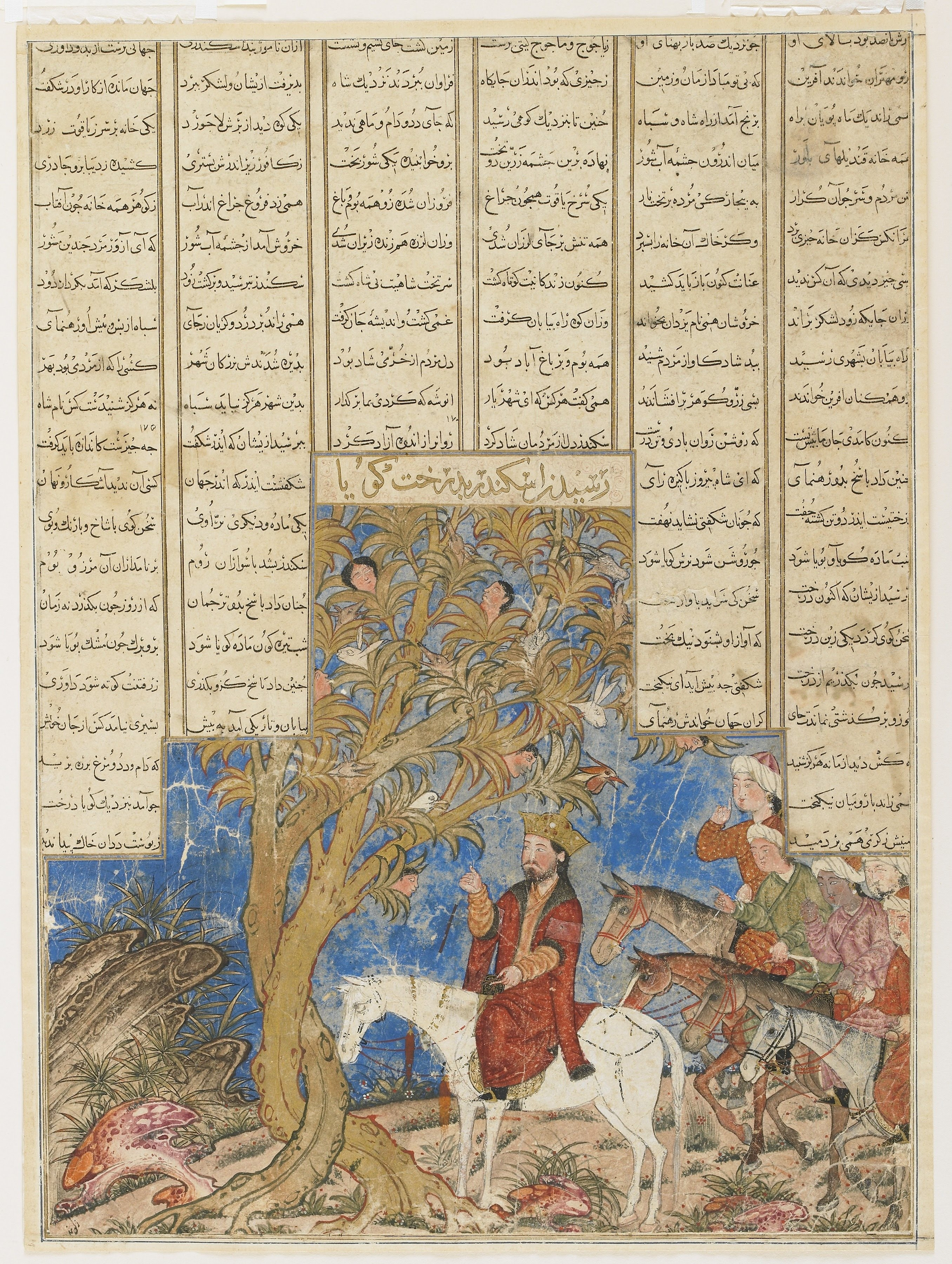
Iskandar conversant avec l'arbre waq-waq, page du Shâh Nâmeh Demotte, XIVe siècle, Iran (Freer Gallery of Art).
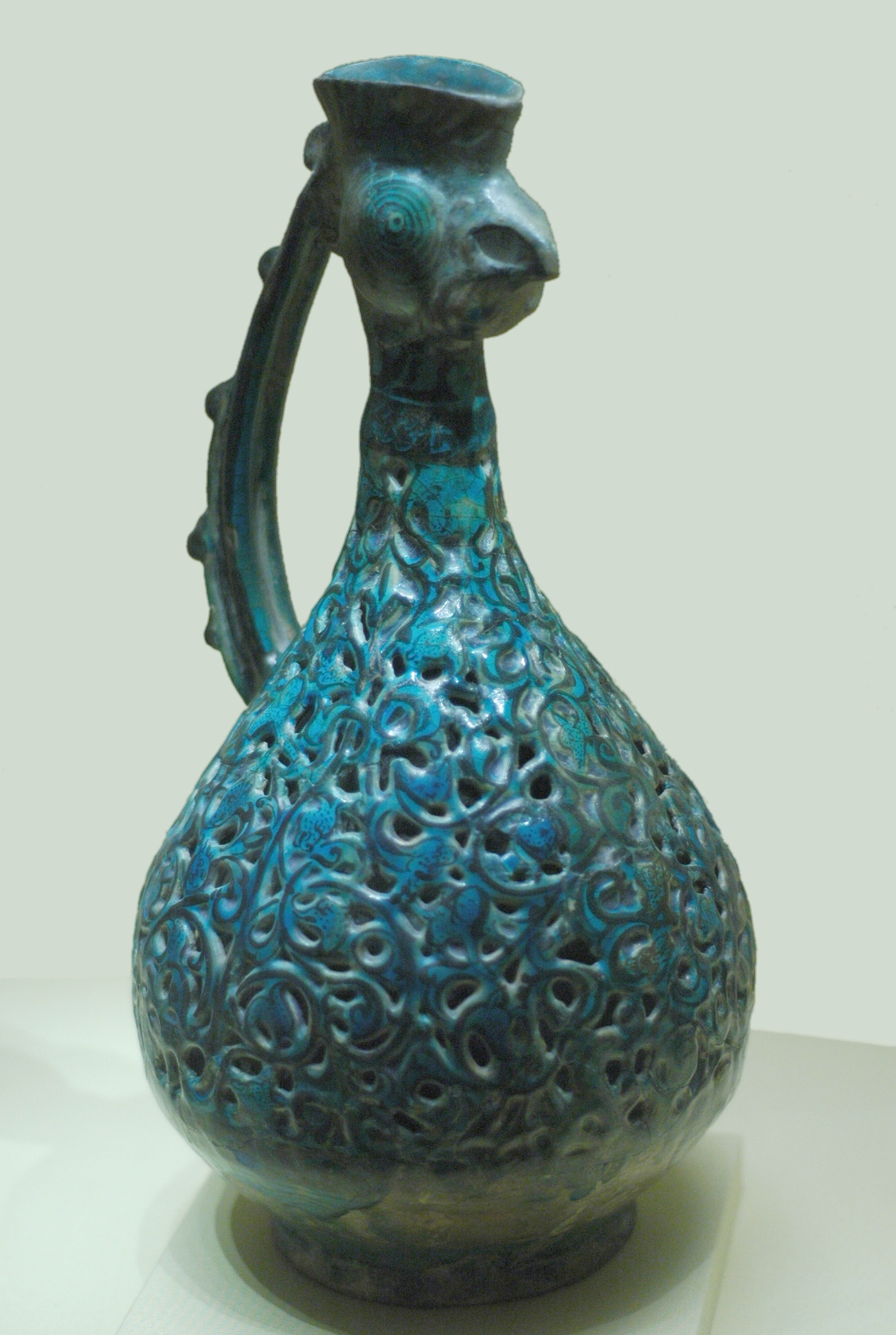
La panse de cette aiguière à tête de coq du XIIe siècle est ajourée en forme d'arbre waq-waq, (musée du Louvre).
Fantasie florale d’animaux et d’oiseaux sur le thème de l'arbre waq-waq, réalisée au début des années 1600, en Inde, à l'époque de l'empire moghol. Gouache et or sur papier; page: 37.6 X 26,6 cm. Conservée au Cleveland Museum of Art. Cette peinture est issue d’un croisement d'influences médiévales perses et coraniques.